# Kammermusik

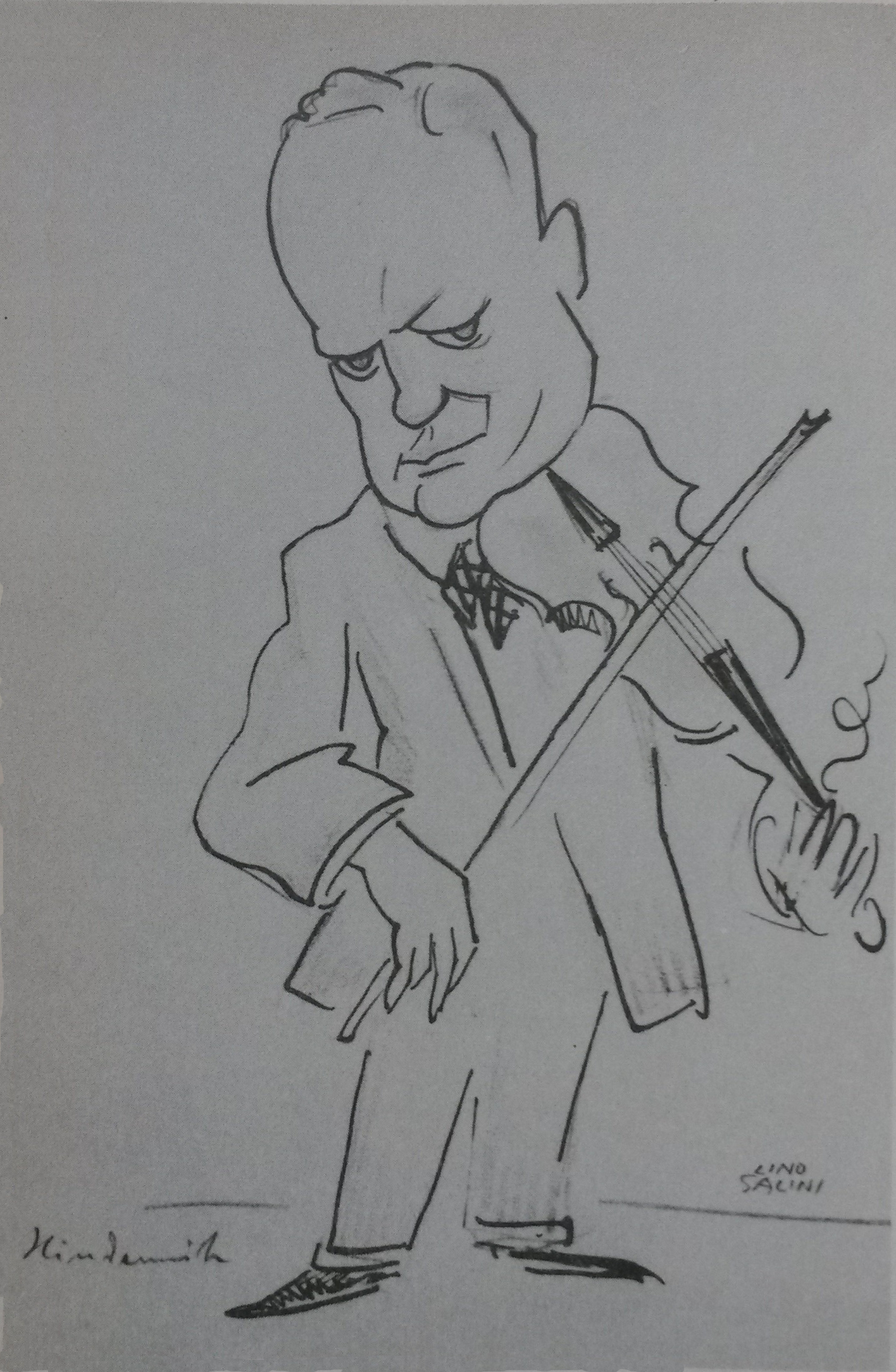
Paul Hindemith jouant de l'alto (caricature de Lino Salini).

Kammermusik (« Musique de chambre ») est un cycle de huit partitions pour ensemble instrumental écrit par le compositeur Paul Hindemith (1895-1963).

## Présentation
Les Kammermusiken d'Hindemith ont toutes été composées durant les années 1920. Les deux premières (Kammermusik n° 1 et Kleine Kammermusik — petite musique de chambre) sont destinées à un effectif orchestral réduit (12 instrumentistes pour la première et un quintette à vent pour la deuxième) et partagent le même numéro d'opus (24). Les Kammermusik n° 2 à Kammermusik n° 5 (opus 36) sont écrites pour de plus larges ensembles et leur forme est proche de celle d'un concerto, c'est-à-dire avec un instrument soliste, tout comme les deux dernières (opus 46). Ce ne sont donc pas, à proprement parler, une musique de chambre. Par ailleurs, Hindemith a écrit plusieurs concertos classiques, faisant ainsi la différence entre ces derniers et ses Kammermusik. Celles-ci conservent de fait leur caractère chambriste par leur écriture, toute de concision et transparence,.

## Kammermusikno1
La Kammermusik no 1, op. 24 no 1, a été écrite en 1922 pour douze instruments solistes : flûte jouant piccolo, clarinette, basson, trompette, accordéon, piano, percussion (jouant plusieurs instruments, dont xylophone, caisse claire et divers accessoires) et quintette à cordes. L'œuvre compte quatre mouvements et son exécution demande environ quatorze, quinze minutes :
- I. Sehr schnell und wild
- II. Mäßig schnell Halbe
- III. Quartett: Sehr langsam und mit Ausdruck
- IV. Finale 1921: Lebhaft

## Kleine Kammermusik
La Kleine Kammermusik, op. 24 no 2, a été écrite en 1922 pour quintette à vent. L'œuvre compte cinq mouvements et son exécution demande environ treize minutes :
- I. Lustig. Mäßig schnell Viertel
- II. Walzer. Durchweg sehr leise
- III. Ruhig und einfach
- IV. Schnelle Viertel
- V. Sehr lebhaft

## Kammermusikno2
La Kammermusik no 2, op. 36 no 1, a été écrite en 1924, pour piano et ensemble de douze instrumentistes : flûte (jouant piccolo), hautbois, clarinette, clarinette basse, basson, cor, trompette, trombone, violon, alto, violoncelle, contrebasse. L'œuvre, qui compte quatre mouvements et dont l'exécution demande environ vingt minutes, a été créée à Francfort-sur-le-Main en 1925, avec la dédicataire Emma Lübbecke-Job en soliste et l'orchestre dirigé par Clemens Krauss :
- I. Sehr lebhafte Achtel
- II. Sehr langsame Achtel
- III. Kleines Potpourri: Sehr lebhafte Viertel
- IV. Finale: Schnelle Viertel

## Kammermusikno3
La Kammermusik no 3, op. 36 no 2, a été écrite en 1925 pour violoncelle et ensemble de dix instrumentistes : flûte (jouant piccolo), hautbois, clarinette (jouant petite clarinette), basson, cor, trompette, trombone, violon, violoncelle et contrebasse. L'œuvre, qui compte quatre mouvements et dont l'exécution demande environ seize minutes, a été créée à Bochum en 1925 sous la direction du compositeur, avec son frère Rudolf Hindemith comme soliste :
- I. Majestätisch und stark. Mäßig schnelle Achtel
- II. Lebhaft und lustig
- III. Sehr ruhige und gemessen schreitende Viertel
- IV. Mäßig bewegte Halbe. Munter, aber immer gemächlich.

## Kammermusikno4
La Kammermusik no 4, op. 36 no 3, a été écrite en 1925 pour violon et orchestre de chambre. L'œuvre, qui compte cinq mouvements et dont l'exécution demande environ vingt-deux minutes, a été créée à Dessau en 1925 avec le violoniste L. Amar (membre du quatuor du même nom fondé par Hindemith) en soliste :
- I. Signal: Breite, majestätische Halbe
- II. Sehr lebhaft
- III. Nachtstück: Mäßig schnelle Achtel
- IV. Lebhafte Viertel –
- V. So schnell wie möglich

## Kammermusikno5
La Kammermusik no 5, op. 36 no 4, a été écrite en 1927, pour alto et orchestre à vent, violoncelles et contrebasses. Elle est dédiée au professeur Arnold Mendelssohn. La création s'est déroulée à Berlin le 3 novembre 1927 sous la direction d'Otto Klemperer avec le compositeur comme soliste. L'œuvre comporte quatre mouvements et son exécution demande environ dix-sept minutes :
- I. Schnelle Halbe
- II. Langsam
- III. Mäßig schnell
- IV. Variante eines Militärmarsches

## Kammermusikno6
La Kammermusik no 6, op. 46 no 1, a été écrite en 1927 pour viole d'amour et orchestre de chambre. La création s'est déroulée à Cologne en 1928 avec le compositeur comme soliste. L'œuvre compte quatre mouvements et son exécution demande environ seize minutes :
- I. Mäßig schnell, majestätisch –
- II. Langsam –
- III. Variationen –
- IV. Lebhaft, wie früher –

## Kammermusikno7
La Kammermusik no 7, op. 46 no 2, a été écrite en 1927 pour orgue et orchestre de chambre. La création s'est déroulée à la Radio de Francfort en 1928 avec Reinhold Merten en soliste. L'œuvre compte trois mouvements et son exécution demande environ dix-sept minutes :
- I. Nicht zu schnell
- II. Sehr langsam und ganz ruhig
- III. [Achtel bis 184]